# 大将 (曲)
「大将」(たいしょう)は、近藤真彦の18作目のシングル。
1985年10月21日に発売された。発売元はCBS・ソニー。

## 解説
近藤のロゴマークMK入りの特製ペーパースリーブ仕様。
1985年の第16回日本歌謡大賞・大賞受賞曲となった（それから2年後、1987年にも「泣いてみりゃいいじゃん」で2年振り2度目の大賞を獲得）。
1989年3月21日CBSソニー創立20周年「Platinum Single SERIES」の一枚としてカップリングを『純情物語』に差し替えた8cmCDが発売。

## 収録曲
1. 大将
作詞：売野雅勇／作曲：鈴木キサブロー／編曲：松下誠
2. プリーズ
作詞：売野雅勇／作曲：都志見隆／編曲：戸塚修

## 価格
- 発売当時の価格は700円